# Handball-Panamerikameisterschaft der Männer 1980
Die Handball-Panamerikameisterschaft der Männer 1980 war die erste Austragung der Handball-Panamerikameisterschaft der Männer für Nationalmannschaften Nord-, Zentral- und Südamerikas sowie der Karibik. Organisiert wurde das Turnier von der Pan-American Team Handball Federation. Es wurde vom 7. bis 14. Januar 1980 in Mexiko-Stadt ausgetragen, nachdem es im Jahr 1979 mehrfach verschoben worden war. Der Panamerikameister aus Kuba qualifizierte sich für die Olympischen Spiele 1980.

## Tabelle
| Pl. | Land               | Sp. | S | U | N | Tore     | Diff. | Punkte |
| --- | ------------------ | --- | - | - | - | -------- | ----- | ------ |
| 1.  | Kuba               | 5   | 4 | 1 | 0 | 0121:970 | +24   | 9      |
| 2.  | Kanada             | 5   | 3 | 1 | 1 | 098:900  | +8    | 7      |
| 3.  | Vereinigte Staaten | 5   | 3 | 0 | 2 | 0115:950 | +20   | 6      |
| 4.  | Brasilien          | 5   | 2 | 1 | 2 | 090:920  | −2    | 5      |
| 5.  | Argentinien        | 5   | 1 | 0 | 4 | 075:990  | −24   | 2      |
| 6.  | Mexiko             | 5   | 0 | 1 | 4 | 089:1150 | −26   | 1      |

Anmk.: Bei Punktgleichheit entschied der direkte Vergleich, dann das Torverhältnis.

## Spiele
| 7. Januar 1980 | Kanada | 22:22 | Mexiko | Gimnasio Olímpico Juan de la Barrera, Mexico-Stadt |
| 7. Januar 1980 | (11:9) |       |        | Gimnasio Olímpico Juan de la Barrera, Mexico-Stadt |
| 7. Januar 1980 |        |       |        | Gimnasio Olímpico Juan de la Barrera, Mexico-Stadt |

| 7. Januar 1980 | Kuba   | 19:19 | Brasilien | Gimnasio Olímpico Juan de la Barrera, Mexico-Stadt |
| 7. Januar 1980 | (8:12) |       |           | Gimnasio Olímpico Juan de la Barrera, Mexico-Stadt |
| 7. Januar 1980 |        |       |           | Gimnasio Olímpico Juan de la Barrera, Mexico-Stadt |

| 7. Januar 1980 | Argentinien | 12:19 | Vereinigte Staaten | Gimnasio Olímpico Juan de la Barrera, Mexico-Stadt |
| 7. Januar 1980 | (5:10)      |       |                    | Gimnasio Olímpico Juan de la Barrera, Mexico-Stadt |
| 7. Januar 1980 |             |       |                    | Gimnasio Olímpico Juan de la Barrera, Mexico-Stadt |

| 8. Januar 1980 | Vereinigte Staaten | 27:23 | Brasilien | Gimnasio Olímpico Juan de la Barrera, Mexico-Stadt |
| 8. Januar 1980 | (14:10)            |       |           | Gimnasio Olímpico Juan de la Barrera, Mexico-Stadt |
| 8. Januar 1980 |                    |       |           | Gimnasio Olímpico Juan de la Barrera, Mexico-Stadt |

| 8. Januar 1980 | Mexiko | 15:19 | Argentinien | Gimnasio Olímpico Juan de la Barrera, Mexico-Stadt |
| 8. Januar 1980 | (9:9)  |       |             | Gimnasio Olímpico Juan de la Barrera, Mexico-Stadt |
| 8. Januar 1980 |        |       |             | Gimnasio Olímpico Juan de la Barrera, Mexico-Stadt |

| 8. Januar 1980 | Kanada | 19:22 | Kuba | Gimnasio Olímpico Juan de la Barrera, Mexico-Stadt |
| 8. Januar 1980 | (9:8)  |       |      | Gimnasio Olímpico Juan de la Barrera, Mexico-Stadt |
| 8. Januar 1980 |        |       |      | Gimnasio Olímpico Juan de la Barrera, Mexico-Stadt |

| 11. Januar 1980 | Kanada | 18:13 | Argentinien | Gimnasio Olímpico Juan de la Barrera, Mexico-Stadt |
| 11. Januar 1980 | (6:5)  |       |             | Gimnasio Olímpico Juan de la Barrera, Mexico-Stadt |
| 11. Januar 1980 |        |       |             | Gimnasio Olímpico Juan de la Barrera, Mexico-Stadt |

| 11. Januar 1980 | Brasilien | 14:13 | Mexiko | Gimnasio Olímpico Juan de la Barrera, Mexico-Stadt |
| 11. Januar 1980 | (5:4)     |       |        | Gimnasio Olímpico Juan de la Barrera, Mexico-Stadt |
| 11. Januar 1980 |           |       |        | Gimnasio Olímpico Juan de la Barrera, Mexico-Stadt |

| 11. Januar 1980 | Kuba   | 23:20 | Vereinigte Staaten | Gimnasio Olímpico Juan de la Barrera, Mexico-Stadt |
| 11. Januar 1980 | (12:9) |       |                    | Gimnasio Olímpico Juan de la Barrera, Mexico-Stadt |
| 11. Januar 1980 |        |       |                    | Gimnasio Olímpico Juan de la Barrera, Mexico-Stadt |

| 12. Januar 1980 | Kuba   | 29:17 | Argentinien | Gimnasio Olímpico Juan de la Barrera, Mexico-Stadt |
| 12. Januar 1980 | (17:7) |       |             | Gimnasio Olímpico Juan de la Barrera, Mexico-Stadt |
| 12. Januar 1980 |        |       |             | Gimnasio Olímpico Juan de la Barrera, Mexico-Stadt |

| 12. Januar 1980 | Kanada | 19:16 | Brasilien | Gimnasio Olímpico Juan de la Barrera, Mexico-Stadt |
| 12. Januar 1980 | (9:9)  |       |           | Gimnasio Olímpico Juan de la Barrera, Mexico-Stadt |
| 12. Januar 1980 |        |       |           | Gimnasio Olímpico Juan de la Barrera, Mexico-Stadt |

| 12. Januar 1980 | Mexiko | 17:32 | Vereinigte Staaten | Gimnasio Olímpico Juan de la Barrera, Mexico-Stadt |
| 12. Januar 1980 | (7:13) |       |                    | Gimnasio Olímpico Juan de la Barrera, Mexico-Stadt |
| 12. Januar 1980 |        |       |                    | Gimnasio Olímpico Juan de la Barrera, Mexico-Stadt |

| 14. Januar 1980 | Kanada  | 20:17 | Vereinigte Staaten | Gimnasio Olímpico Juan de la Barrera, Mexico-Stadt |
| 14. Januar 1980 | (10:10) |       |                    | Gimnasio Olímpico Juan de la Barrera, Mexico-Stadt |
| 14. Januar 1980 |         |       |                    | Gimnasio Olímpico Juan de la Barrera, Mexico-Stadt |

| 14. Januar 1980 | Argentinien | 14:18 | Brasilien | Gimnasio Olímpico Juan de la Barrera, Mexico-Stadt |
| 14. Januar 1980 | (5:6)       |       |           | Gimnasio Olímpico Juan de la Barrera, Mexico-Stadt |
| 14. Januar 1980 |             |       |           | Gimnasio Olímpico Juan de la Barrera, Mexico-Stadt |

| 14. Januar 1980 | Mexiko  | 22:28 | Kuba | Gimnasio Olímpico Juan de la Barrera, Mexico-Stadt |
| 14. Januar 1980 | (12:14) |       |      | Gimnasio Olímpico Juan de la Barrera, Mexico-Stadt |
| 14. Januar 1980 |         |       |      | Gimnasio Olímpico Juan de la Barrera, Mexico-Stadt |

## Platzierungen
Legende
| Rang | Mannschaft         |
| ---- | ------------------ |
|      | Kuba               |
|      | Kanada             |
|      | Vereinigte Staaten |
| 4    | Brasilien          |
| 5    | Argentinien        |
| 6    | Mexiko             |